# Ali Riley
Alexandra Lowe Riley (sinh ngày 30 tháng 10 năm 1987) là một cầu thủ bóng đá chuyên nghiệp người New Zealand sinh ra ở Mỹ, thi đấu ở vị trí hậu vệ cho Angel City tại National Women's Soccer League (NWSL), và đội tuyển bóng đá nữ New Zealand.